# Tage Fischer Holst
Tage Fischer Holst (født 5. oktober 1902 i Vivild-Vejlby Sogn, død 29. september 1979 i København) var en dansk modstandsmand og major, der arbejdede som illegal telegrafist for efterretningstjenesten under besættelsen.
Efter realeksamen i Randers blev Tage Fischer Holst uddannet radiotelegrafist ved søfartsskolen i Svendborg og arbejdede derefter som telegrafist i den danske handelsmarine. Blandt andet var han 1. telegrafist på de danske amerikabåde.
Da den illegale telegrafitjeneste mellem Danmark og England blev rekonstrueret i 1943 under ledelse af ingeniør L.A. Duus Hansen, stillede Tage Fischer Holst sig til rådighed og havde 22. september 1943 sin første kontakt til Special Operations Executive. Han begyndte for alvor sin illegale virksomhed fra oktober 1943. Allerede i november 1943 var hans telegrafsskrift under kodenavnet "JOSPEH" velkendt i London. Hans illegale virksomhed fortsatte frem til maj 1945 med daglige sendinger fra først København og senere skiftende steder på Sjælland, idet det på et tidspunkt blev nødvendigt at flytte rundt for at undvige den tyske pejletjeneste. I april 1944 gik han under jorden, og i sommeren 1944 fik han som den første danske telegrafist udstyr, der gjorde det muligt at sende automatisk. Tage Fischer Holst var med sine daglige sendinger den danske telegrafist, der formidlede den største mængde stof, og hans indsats var af afgørende betydning for gennemførelsen af modstandsarbejdet.
Efter krigen blev han udnævnt til kaptajn og senere major i Hæren og forestod en modernisering af den danske radiotelegrafitjeneste, som byggede på erfaringerne fra krigen.
I 1965 udgav han bogen Gør hvad du ikke tør : den hemmelige radiokontakt med England 1943-45 om sine aktiviteter under besættelsen.